# Roberto Dellasega
Roberto Dellasega (Cavalese, 15 giugno 1990) è un ex saltatore con gli sci italiano.

## Biografia
Roberto Dellasega ha esordito il 17 settembre 2005 disputando a Predazzo, suo paese d'origine, una competizione valida per la Fis Cup. Ha debuttato in Coppa del Mondo il 14 dicembre 2008 a Pragelato, giungendo 41º in una prova dal trampolino lungo. Il 30 gennaio 2010 ai Campionati mondiali juniores di Hinterzarten, in Germania, ha ottenuto il 7º posto nella gara a squadre.
In carriera ha preso parte a due edizioni dei Giochi olimpici invernali, Vancouver 2010 (squalificato nel trampolino normale, 44° nel trampolino lungo) e Soči 2014 (44º nel trampolino normale, 50º nel trampolino lungo) e a due dei Campionati mondiali (8° nella gara a squadre a Val di Fiemme 2013 il miglior piazzamento).

## Palmarès

### Coppa del Mondo
- Miglior piazzamento in classifica generale: 67º nel 2014

### Campionati italiani
- 2 medaglie[1]:
  - 1 argento (trampolino normale nel 2013)
  - 1 bronzo (trampolino lungo nel 2009)

### Campionati italiani juniores
- 3 medaglie[1]:
  - 1 oro (trampolino normale nel 2008)
  - 1 argento (trampolino normale nel 2010)
  - 1 bronzo (trampolino normale nel 2006)